# Anna Watkins
Anna Rose Watkins (nom de naixement Bebington, nascuda el 13 de febrer de 1983) és una remera britànica. Va competir en els Jocs Olímpics de 2008, on va guanyar una medalla de bronze en doble scull i ha guanyat quatre medalles en els Campionats del Món, i va defensar el seu títol mundial amb Katherine Grainger, a Bled, Eslovènia en 2011. Va guanyar una medalla d'or en els doble scull als Jocs Olímpics de Londres 2012.